# 青糰

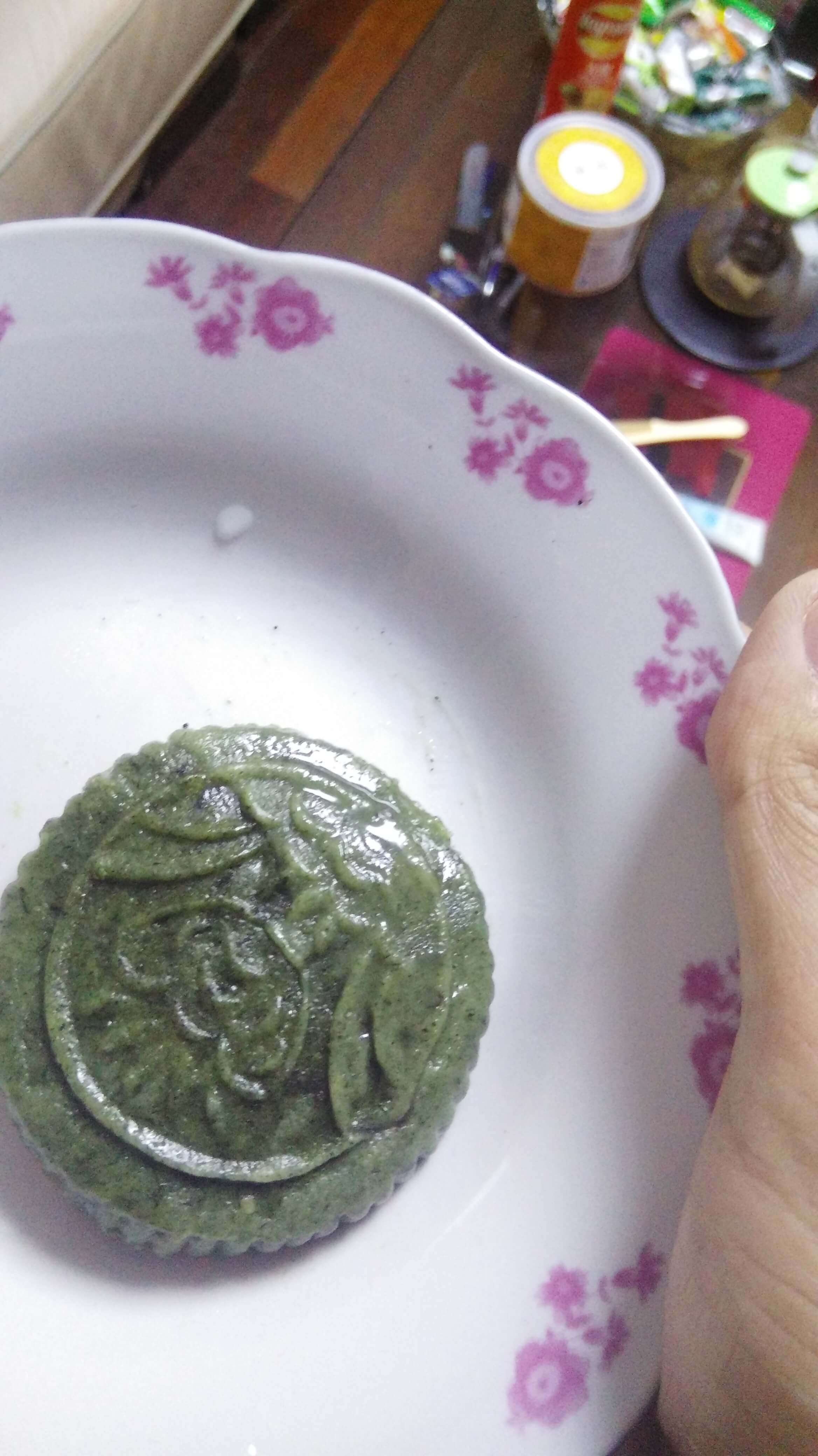
芝麻馅料兰溪清明粿

青糰，閩南、潮汕、台灣稱為草仔粿，福州稱為菠菠粿，客家人稱為艾粄，香港稱為清明仔或雞屎藤茶粿，是中國南方部分地区與台灣清明節、寒食節、中元節的米食之一，因為其外皮中使用了青草汁液，故色澤為青綠色，所以叫做青糰。傳統為甜鹹兩種口味，甜的包棗泥、豆沙等，鹹的包豬肉、竹筍等；現代出現印上卡通圖案或者添加一些夾心軟糖。創新口味有巧克力味、各種水果味，甚至燕窩味等等，餡料出現猪油筍子、金针鲜肉、金華火腿、雞湯鮑魚等口味。有些甚至包著冰淇淋，或是變成西餐後的甜點。

## 歷史
食用的習俗最早可在周朝找到線索，於是百姓熄炊而“寒食三日”。寒食三日充饥傳統食品中有一種“青精飯”。
因為清明節與寒食節合二為一，所以有些地方有吃冷食的習俗，寒食節有上墳和墓祭之俗，後來和三月上巳招魂續魄的習俗逐漸定在寒食上祭。由於清明節氣在寒食第三日隨著時間轉移，寒食的習俗移到清明之中。宋朝以後寒食掃墓的習慣也遷到清明中。
宋朝時叫做“粉糰”，掃墓祭拜或踏青時食用，到了明清開始流行於江浙，清明節從普通的的農業節氣晉升為重大節日，寒食的影響消失無蹤，但飲食民俗卻以變形的方式傳承下去，並保存在清明節裡。如今清明節也不如以往，現代人以應令嘗鮮為主，青糰的祭祖功能逐漸淡薄。

## 各地種類

### 江浙地區
早期為掃墓時攜帶的點心，現在主要被人們用來當春天的時令點心來食用，也可以饋贈或款待親友。青糰內餡濃密，外皮鬆軟，不甜不膩，味道清香，有青草香氣，有點黏但不會黏上牙齒，青糰的夾心有兩種，甜的多為豆沙。

#### 原料
以新鮮的艾草汁和糯米一起舂合讓米粉與汁融合所以為青色，包上豆沙、棗泥等內餡，蘆葉墊在青團下面放到蒸籠內，熟了後抹上麻油。 
青糰上色用的材料叫“青”，浙江省临海市的青為鼠麴草，蘇州、杭州一般用用青菜汁、嫩丝瓜叶汁增色，將“青”煮熟搗成汁與糯米粉和在一起。临海青糰的馅料有鹹、甜兩個樣式，鹹的是豆乾、笋丁、肉丁、咸菜等，而甜的多為豆沙，為了能兩種樣式分清，一般將而鹹的包成餃子狀，甜的包成圓的。用楮树叶垫底下，用蒸籠蒸15分钟完成。

### 台灣・閩南地區

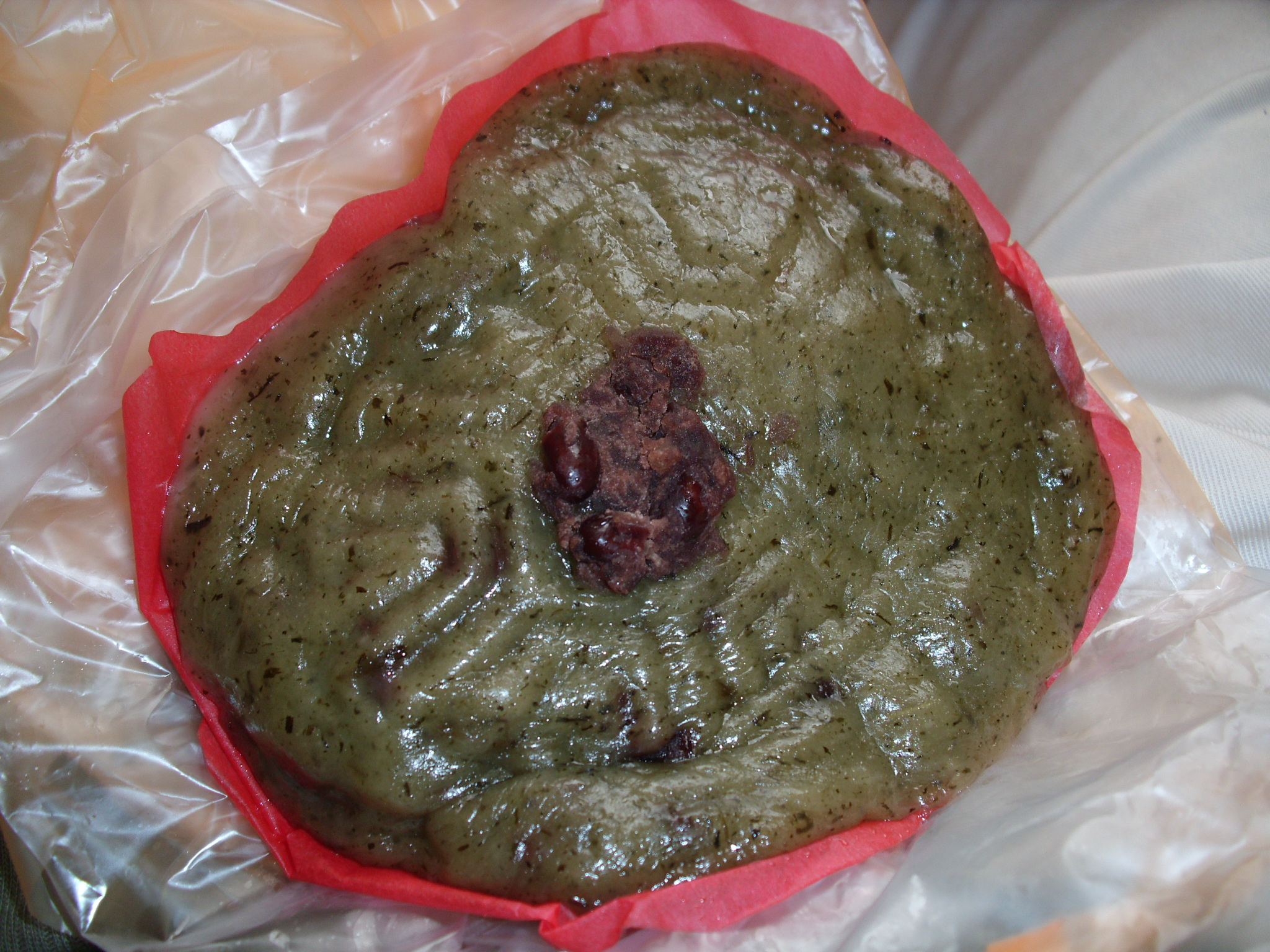
草仔粿、烏草龜粿

草仔粿（方音： ㄘㄠˋ ㄚˋ ㄍㄨㆤˋ），又稱青草粿、草粿、挹墓粿（台羅：ip-bōng-kué 或 ip-bōo-ké、方音：ㄧㆴㆠㆲ˫  ㄍㄨㆤˋ 或 ㄧㆴㆠㆦ˫  ㄍㆤˋ），流行於閩南與台灣等地的傳統食物，因攙入可食用草類而得名。早年是中元普渡和掃墓祭拜之食品，外有印龜紋，現為日常可見之小點心。

#### 原料
外型扁平約巴掌大小，內以蘿蔔切絲剁碎為包餡，味道鹹，綠色外表，以香蕉葉、月桃葉等為墊。閩南地區主要只有鹹的餡料，臺灣受到客家庄的影響，也流行甜餡，食用紅豆沙、綠豆沙、芝麻、花生餡的吃法。
因使用材料的差異而有不同稱呼，較常見的為使用鼠麴草或鼠麴舅製作的鼠麴粿（臺羅： 、方音：ㄘㄧˋ ㄎㄚㆶㄍㄨㆤˋ 或 ㄘㄨˋ ㄎㄚㆶㄍㆤˋ；客家語：田艾粄）、使用艾草製作的艾粿（客家語：艾粄，ngie55ban31）。除此之外，常用來製作草仔粿的材料尚有青苧麻葉、大葉田香草、桑葉、香蘭葉、雞屎藤等。

### 客家地區
客家青糰，又稱青粄、清明粄，是以糯米粉與「青草」为主要原料制作成的一种粑粑，它是客家人传统的小吃。早年在贛南客家人、广东客家人地区，是中元節祭祀，清明节掃墓時攜帶的必备食物。随着商业化的发展，已走出中元節與清明節，隨時在城乡的糕点摊档、酒楼食肆都可以见到其身影，以綠豆沙为馅者最受歡迎。
客家青糰要用到时令的青草如苎麻草，艾草、白头翁、苧麻叶、鱼腥草、鸡矢藤和使君子等。有特殊的青草芳香。根据放入的草种不同，可以起到一定的药用保健功能。若用的是艾草，就叫艾草粄、艾糍粑、艾糍、艾角、艾粄，用苎麻草则是苎麻粄，若用「狗贴耳草」（魚腥草）則叫狗貼耳粄。
客家青糰主要成分是糯米粉（或加粘米粉）。制作时先将所用的青草去梗后洗净，放入开水中煮熟，然后捞起，滤水，用清水浸泡。将草用菜刀剁碎后，加入米粉和糖水一同捣烂，做成粘度、韧度适中的粉团，最后用模子压制成型或用手搓成型，最后放入蒸笼蒸熟即可。有些地方是将艾草晒干，磨成粉，将艾草粉与糯米粉加水和好（做甜艾糍最好适当加点糖）；再像包饺子、汤圆一样放入馅料包好並蒸熟，年輕人更喜歡放入油锅中炸。

#### 艾粄
- 艾草
- 糯米粉
- 馅：分鹹、甜两种。鹹馅一般用鲜竹笋、豆角、肉丝等作馅料。甜馅一般用花生、糖、芝麻、綠豆作为馅料。
- 灰水（碱水）：可以不加，但加了灰水使糍粑不致于相互粘在一起，而且口感更佳。

## 文字註釋
1. ↑  粿在不同腔中還有（新泉腔）、（老泉腔）等音[13]。
2. ↑  閩南話新泉腔的「鼠麴」（tshú-khak）音近「厝角」(tshù-kak)，且鼠麴草亦生長在住屋外圍，常誤寫為「厝角草」[14]。
3. ↑  另有（新泉腔）、（老泉腔）等多種腔口[15]。

## 外部連結
- 维基共享资源上的相關多媒體資源：青糰